# Youth crew
Youth crew är en under-genre till hardcore som leddes av 7 seconds i mitten av 1980-talet. I början utmärktes youth crew av sina melodiösa sånger och sin optimistiska syn på världen, som betonade broderliga ideal.[källa behövs] Genren påverkades djupt av straight edge-rörelsen.
Den musikaliska mall som många band använde sig av var influerad av Washington, D.C.s hardcorescen bestående av bland andra Minor Threat och Bad Brains.